# Флуор
Флуорът (на латински: Fluorum, означение F) е халогенен химичен елемент от период 2. Атомният му номер е 9, атомната маса 18,998 403 2 u, с температура на топене -219,62 °C и температура на кипене -188,12 °C. При нормални условия е отровен бледожълт газ.

## История
Веществата, съдържащи флуор, са известни от XVI век. Немският алхимик Василий Валентин споменава в съчиненията си за оцветени различно камъни, наречени „шпати“ или „флюси“.
Флуорът, под формата на калциев флуорид (CaF2), е открит през 1529 г. от Георг Агрикола.
В не особено чист вид Гей-Люсак и Луи Жак Тенар през 1809 г. получават флуороводородна киселина от флюси. Андре Ампер по-късно отхвърля теорията на Лавоазие, че киселината съдържала кислород.
Първите изследователи, опитващи се да получат чист флуор, не се предпазвали от агресивното действие на елемента. По тази причина умират Томас Нокс и П. Лайет, Георг Нокс загубва трудоспособността си за няколко години, а Гей-Люсак, Л. Тенар и Хъмфри Дейви получават поражения.
През 1886 г., след 74 години на постоянни опити, Анри Моасан успява да изолира химичния елемент флуор, за което получава Нобелова награда за химия през 1906 г.

## Етимология
В много страни са приети наименования, производни от латинското „fluorum“ (което произлиза на свой ред от fluere – „тека“, според споменатото свойство на флуорита да понижава температурата на топене на шлаката при извличане на метала от рудата и да увеличава течливостта на стопилката).

## Наличие в природата
Флуорът е сравнително широко разпространен в земната кора, заемайки 0,095% по маса и на 12-то място сред елементите. Среща се най-вече в свързано състояние, поради изключителната си реактивоспособност, главно в съединения с калций – шпат, CaF2, и алуминий – криолит, Na3AlF6. Участва и в някои природни фосфати, например флуороапатит, Ca5(PO4)3F. Среща се и в природните води, под формата на разтворими соли, и в живите организми, например в зъбния емайл на човека – Ca5(PO4)3F.

## Физични свойства
Флуорът е бледожълт задушлив газ при нормални условия. При охлаждане до -188,14 °C се втечнява в тъмножълта течност с плътност 1,5 g/cm3, която при -219,62 °C се втърдява до светложълти кристали.
Молекулата на флуора, F2, има ковалентна връзка, образувана чрез сдвояване на несводения 2p-електрон.

### Изотопи
Природният флуор се състои от единствения си стабилен изотоп – 19F, синтезиран от звездите при термоядреното горене на водорода. Изкуствено са получени и изследвани 17 радиоактивни изотопа на флуора, от 14F до 19F, като най-дълготраен е 18F, който може да бъде получен при няколко ядрени реакции, например 18O(t,n)18F.

## Химични свойства
Флуорът е най-реактивният елемент и най-лекият халоген. Електронната му конфигурация е 1s22s22p5 – прибавя се 2p-електрон спрямо кислорода. Има атомно тегло 18,9984032
Флуорът проявява постоянна -1 степен на окисление, за разлика от останалите елементи в халогенната група, защото е най-силният редуктор и неметал. Изключителната му химическа активност се дължи на много голямото му електронно сродство и слабата единична химична връзка в молекулите му. Малкият йонен радиус на F- определя трудното изместване на флуорните атоми от съединенията, както и образуването на съединения с много плътен молекулен строеж.
Като най-активен неметал, флуорът реагира с почти всички елементи, дори с тежките благородни газове. При обикновена температура взаимодейства енергично с повечето метали, например Hg, Pb, U. Na и Ca се възпламеняват във флуорна атмосфера, както и платината при 600 – 1000 °C. Al, Fe, Cu, Ni образуват траен плътен повърхностен флуориден слой, спиращ по-нататъшно взаимодействие, но защитната му функция изчезва при нагряване. Само азотът не реагира с флуора дори и при нагряване.
Почти всички реакции на флуора са екзотермични, например взаимодействието с SiO2 се съпровожда с възпламеняване:
{\displaystyle {\ce {2F2 + SiO2 -> SiF4 ^ + O2}}}
Флуорът реагира с водата, при което тя веднага се разлага до свободен кислород. Ако водата е предварително нагрята, тя се запалва и продължава да гори във флуорна струя с бледовиолетов пламък:
{\displaystyle {\ce {2H2O + 2F2 -> 4HF ^ + O2}}}

## Съединения

### Кислородни флуориди
Кислородът реагира с флуора при електрически разряд до кислороден дифлуорид – OF2, където кислородът е от +2 степен на окисление. В обикновени условия представлява безцветен газ с мирис на озон и е силен окислител. Съединението е ендотермично и може да се получи при пропускане на газообразен F2 в разтвор на NaOH:
{\displaystyle {\ce {2F2 + 2NaOH -> OF2 + 2NaF + H2O}}}
Известни са и други кислородни флуориди – F2O2 (оранжеви кристали), F2O3, F3O4. Всички те се получават при 190 – 200 °C, но те са неустойчиви и са силни окислители.

### Други флуориди
С другите неметали образува множество най-различни съединения, като например SF6, PF5, ClF3 и XeF2 и други. С металите образува соли флуориди.
Заради високата си реактивоспособност, първите съединения на благородните газове са именно флуориди – XeF2, XeF4, XeF6, безцветни летливи вещества, ксенонови оксофлуориди, KrF4 и нестабилен радонов флуорид.

### Флуороводород и флуороводородна киселина
С водорода флуорът образува флуороводород:
{\displaystyle {\ce {H2 + F2 -> 2HF}}}
Реакцията е силно екзотермична и протича с взрив, поради което реакцията няма практическо значение. Промишлено се получава от сярна киселина и калциев флуорид:
{\displaystyle {\ce {CaF2 + H2SO4 -> CaSO4 + 2HF ^}}}
Флуороводородът е безцветна течност с остра миризма, кипяща при 19,5 °C и кристализираща -83 °C, дими на въздух. Молекулата тетрамеризира близо до температурата на кипене с образуването на водородни връзки – (HF)4. Сухият флуороводород не взаимодейства с повечето метали и метални оксиди, но ако реакция започне, тя продължава автокаталитично, защото се образува вода. Подобно е действието на флуородоводорода с металоидите.
Разтварянето на HF във вода е силно екзотермитен процес. Получава се флуороводордна киселина, която има средна сила. Тя разрушава стъклото, поради което се съхранява в парафинови стъклени или полиетиленови бутилки:
{\displaystyle {\ce {Na2O.CaO.SiO2 + 28HF -> 2NaF + CaF2 + 6SiF4 + 14H2O}}}
Реагира с SiF4 до хексафлуоросилициева киселина:
{\displaystyle {\ce {SiF4 + 2HF -> H2[SiF6]}}}
Водният ѝ разтвор е силна двуосновна киселина.
Получена е и единствената кислородсъдържаща флуорна киселина – HFO, безцветна течност, кипяща между -50 и -79 °C.

## Приложение
Флуорните съединения имат широко приложение:
- При извличането на Al от бокситите, добавка от криолит значително понижава температура, което облекчава добива на алуминий.
- Флуорорганичната индустриална химия започва съществуването си през 1920 г., когато американецът Тамас Мидглей открива фреоните. Те се произвеждат чрез заместване на водородни атоми с хлорни и флуорни във въглеводороди. Фреон-12 се използва в по-старите хладилници като изстудяващо средство. Флуорполимерите са изключително устойчиви по отношение на агресивни реагенти. Те са открити случайно от американеца Рой Планкет. Тефлонът е химически неутрален и има лоша топла- и електропроводимост. Други полимери с практическо приложение са политрифлуороетиленът и поливинилфлуоридът.[6]
- Първото комерсиално използване на флуора е проектът „Манхатън“ за създаването на атомна бомба през Втората световна война. За да бъдат разделени двата изотопа на урана – U-235 и U-238 – е използван уранов хексафлуорид (UF6).
- Флуорапатитът, Ca5(PO4)3F, образува кристали, които се включват в емайла и му придават по-висока киселинна устойчивост. NaF, NH4F, SnF4 се използват в пасти, разтвори или гелове за зъби с цел предпазване от кариес.

## Биологични ефекти
Флуорът е изключително полезен за зъбите, заздравява емайла и предпазва от кариеси.